# Махмудов Хамро
Хамро Махмудович Махмудов (13 січня 1908, кишлак Богіафзал, тепер Шафірканського району Бухарської області, Узбекистан — 1 липня 1988, Бухарська область, тепер Узбекистан) — радянський узбецький державний діяч, голова Бухарського облвиконкому, 1-й секретар Сурхандар'їнського окружного комітету КП(б) Узбекистану. Депутат Верховної ради Узбецької РСР 1—2-го і 4—6-го скликань. Депутат Верховної Ради СРСР 3-го скликання.

## Життєпис
З 1925 по 1926 рік — робітник піскозміцнювальної партії, секретар комсомольської організації.
З 1927 по 1928 рік навчався в середній школі. У 1928—1930 роках — курсант радпартшколи.
У 1930—1931 роках — пропагандист Бухарського міського комітету КП(б) Узбекистану.
Член ВКП(б) з 1931 року.
У 1931—1933 роках — завідувач відділу Ташкентського районного комітету КП(б) Узбекистану.
У 1933 році — слухач курсів перепідготовки радпартпрацівників.
У 1933—1937 роках — завідувач відділу Шафірканського районного комітету КП(б) Узбекистану.
У 1937—1939 роках — 1-й секретар Шафірканського районного комітету КП(б) Узбекистану Бухарської області.
У 1939—1940 роках — 1-й секретар Калінінського районного комітету КП(б) Узбекистану.
У 1940—1941 роках — 1-й секретар Сурхандар'їнського окружного комітету КП(б) Узбекистану.
У 1941 році — 1-й секретар Джамбайського районного комітету КП(б) Узбекистану.
У 1941—1942 роках — 1-й секретар Янгіюльського районного комітету КП(б) Узбекистану.
У 1942—1948 роках — 1-й секретар Свердловського районного комітету КП(б) Узбекистану.
У 1948—1950 роках — 2-й секретар Бухарського обласного комітету КП(б) Узбекистану.
У 1949 році закінчив однорічні курси при ЦК ВКП(б) у Москві.
У 1950—1952 роках — голова виконавчого комітету Бухарської обласної ради депутатів трудящих Узбецької РСР.
У 1952—1960 роках — 1-й секретар Бухарського районного комітету КП Узбекистану Бухарської області.
У 1959 році закінчив заочно Бухарський сільськогосподарський технікум за спеціальністю рільництво.
У 1960—1964 роках — начальник Бухарського обласного управління з будівництва в колгоспах.
У 1964—1971 роках — керуючий Бухарського обласного тресту «Узколгоспбуд».
У 1971—1977 роках — заступник директора овочемолочного радгоспу імені Фрунзе міста Бухари.
З 1977 року — персональний пенсіонер союзного значення.
Помер 1 липня 1988 року. Похований у кишлаку Богіафзал Шафірканського району Бухарської області.

## Нагороди
- два ордени Леніна (1946; 1957)
- орден Жовтневої Революції (27.08.1971)
- орден Вітчизняної війни ІІ ст. (1.02.1945)
- три ордени Трудового Червоного Прапора (21.01.1939; 25.12.1944; 16.01.1950)
- медалі